# Paquet sacré

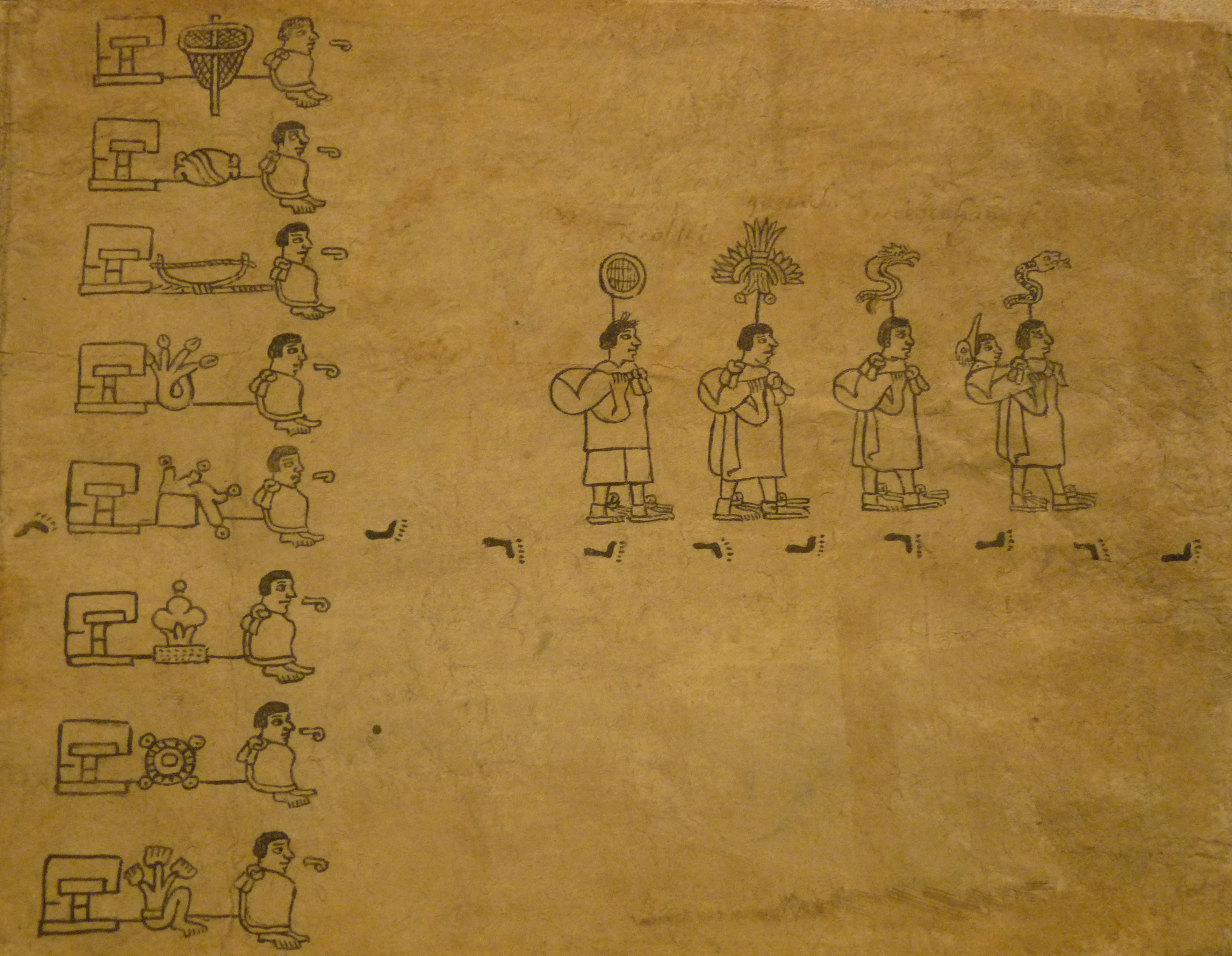
Le deuxième feuillet du Codex Boturini montre, à droite, le porteur de dieu (« teomama ») des futurs Mexicas portant le paquet sacré qui contient leur dieu tribal originaire Huitzilopochtli.

Dans les cultures mésoaméricaines, un paquet sacré (à l'origine, en nahuatl, « tlaquimilolli », qui signifie « chose enveloppée dans un tissu ») est un ensemble de reliques enveloppées dans un tissu, qui faisait l'objet d'un culte particulièrement important.

## Sources
Parce que les chroniqueurs, comme Bernardino de Sahagún et Diego Durán, ont peu traité ce sujet, les paquets sacrés n'ont pas fait l'objet d'études approfondies de la part des mésoaméricanistes avant la fin du XXe siècle, hormis un article de Wender Stenzel en 1970. Cette absence d'explications, de la part des informateurs indigènes, peut s'expliquer par le fait que les paquets sacrés faisaient l'objet d'un culte qui était secret avant la conquête espagnole et qui s'est perpétué de manière clandestine à l'époque coloniale.
Pourtant, de nombreuses sources font référence aux paquets sacrés : par exemple, le mythe de la réalisation du paquet sacré adoré par les Mexicas est évoqué, avec d'importantes contradictions entre les différentes versions, dans les Anales de Cuauhtitlan, la Leyenda de los Soles, la Historia de los mexicanos por sus pinturas et la Historia de la venida de los Mexicanos y otros pueblos de Cristóbal del Castillo (1600).